# John Sharian
John Sharian, geboren als John Shahnazarian (* um 1964 in Connecticut) ist ein US-amerikanischer Schauspieler.

## Leben
Der im US-amerikanischen Bundesstaat Connecticut geborene John Sharian besuchte zunächst die auf ein College vorbereitende Privatschule Taft School in Watertown, Connecticut und anschließend das Kenyon College, eine private Akademie der freien Künste, des im Bundesstaat Ohio gelegenen Ortes Gambier. Sein Studium dort beendete er 1984.
John Sharian machte dann 1991 an der im englischen Bristol gelegenen Bristol Old Vic Theatre School seinen Abschluss als Schauspieler und begann kurz danach für das Fernsehen zu arbeiten. 
Seine erste Rolle hatte er 1992 in der britischen Fernsehserie Red Dwarf. Danach folgten weitere Engagements für Kinofilme und Fernsehproduktionen, in denen John Sharian überwiegend Nebenrollen spielte. Oftmals verkörpert er aufgrund seiner amerikanischen Herkunft im britischen Film und Fernsehen auch amerikanischere Charaktere. Seinen vielleicht bekanntesten Auftritt hatte John Sharian in der Rolle des geheimnisvollen Arbeiters Ivan in dem Film The Machinist (2004). Außerdem synchronisierte er einige Computerspielfiguren.

## Filmografie (Auswahl)
- 1992: Red Dwarf (Fernsehserie)
- 1995: Death Machine
- 1997: Das fünfte Element (The Fifth Element)
- 1998: Lost in Space
- 1998: Der Soldat James Ryan (Saving Private Ryan)
- 1999: Die Festung II: Die Rückkehr (Fortress 2: Re-Entry)
- 1999: Driver (Computerspiel), (Stimme)
- 1999: Do Not Disturb
- 2000: Blutiges Spiel – 24 Stunden in der Hölle (24 Hours in London)
- 2000: Jason und der Kampf um das Goldene Vlies (Jason and the Argonauts), (Fernsehfilm)
- 2000: Chicken Run – Hennen rennen (Chicken Run), (Stimme)
- 2001: Gothic (Computerspiel), (Stimme der englischsprachigen Lokalisierung)
- 2002: Vietcong (Computerspiel), (Stimme)
- 2003: Wes Craven präsentiert Dracula II – The Ascension ((Wes Craven presents) Dracula II: Ascension)
- 2003: Kalender Girls (Calendar Girls)
- 2003: Tatsächlich… Liebe (Love Actually)
- 2004: Der Maschinist (The Machinist)
- 2004: Vietcong: Fist Alpha (Computerspiel), (Stimme)
- 2004: Romasanta – Im Schatten des Werwolfs (Romasanta: La caza de la bestia)
- 2004: Sex Traffic (Fernsehfilm)
- 2005: Im Visier des MI5 (Spooks), (Fernsehserie)
- 2006: Land of the Blind
- 2007: WΔZ – Welche Qualen erträgst du? (WΔZ)
- 2007: CSI: Miami (Fernsehserie, Mitwirkung in zwei Folgen)
- 2008: New Amsterdam (Fernsehserie)
- 2009: Staten Island
- 2009: Law & Order (Fernsehserie)
- 2015: True Story – Spiel um Macht (True Story)
- 2019: The Kitchen: Queens of Crime (The Kitchen)

## Trivia
Während John Sharians Schulzeit an der Taft School war der Schauspieler und Regisseur Peter Berg einer seiner Klassenkameraden.